# 威斯敏斯特 (麻薩諸塞州)
威斯敏斯特（英語：Westminster）是一個位於美國麻薩諸塞州烏斯特縣的鎮。

## 人口
根據2020年美國人口普查的數據，威斯敏斯特的面積為96.70平方千米，當中陸地面積為92.00平方千米，而水域面積為4.70平方千米。當地共有人口8213人，而人口密度為每平方千米85人。